# Anthony Perkins
Anthony Perkins (født 4. april 1932, død 12. september 1992) var en amerikansk skuespiller og instruktør. Hans store gennembrud og livs rolle var som Norman Bates i filmene "Psycho" (1960), "Psycho II" (1983), "Psycho III" (1986) og "Psycho IV" (1990). Mindre kendte er hans roller i filmene Friendly Persuasion fra 1956 og Fear Strikes Out fra 1957, skønt de var hans egentlige gennembrud og gav ham to oscarnomineringer. Efter den enorme succes som Norman Bates og med en nominering til Cannes Film Festival for sin rolle i Goodbye Again i 1961 ønskede han at prøve noget andet, så han flyttede til Europa. I 1962 arbejdede han sammen med Orson Welles i filmatiseringen af Franz Kafkas Processen, hvor han spiller hovedpersonen Josef K. Han medvirkede også i Sidney Lumets Mordet i Orient Ekspressen fra 1974, en række franske film og havde en kort musikkarriere. Udover de nævnte film spillede han en masse teater og revy og en lang række filmroller lige fra blide ungersvende, kejtede fyre og til psykisk ustabile mordere eller religiøse fanatikere. 
Han mistede som 5-årig sin far, og voksede op alene med sin mor i New York. I en alder af 15 fulgte han sin fars vej, som skuespiller, og begyndte at optræde på teater.
Han var biseksuel og siges at have været sammen med bl.a. Tab Hunter, før han i 1973 giftede sig med Berinthia Berenson og fik to sønner – skuespilleren Oz Perkins og musikeren Elvis Perkins. I det meste af sit liv gik han i psykoanalyse og i ungdommen var han under behandling for at blive "kureret" for sin homoseksualitet.
Han døde af lungebetændelse, som følge af AIDS i 1992.
Hans sidste film var In the Deep Woods fra 1992, hvor hans krop var tydeligt mærket af AIDS.